# Manifestació de l'Alexanderplatz

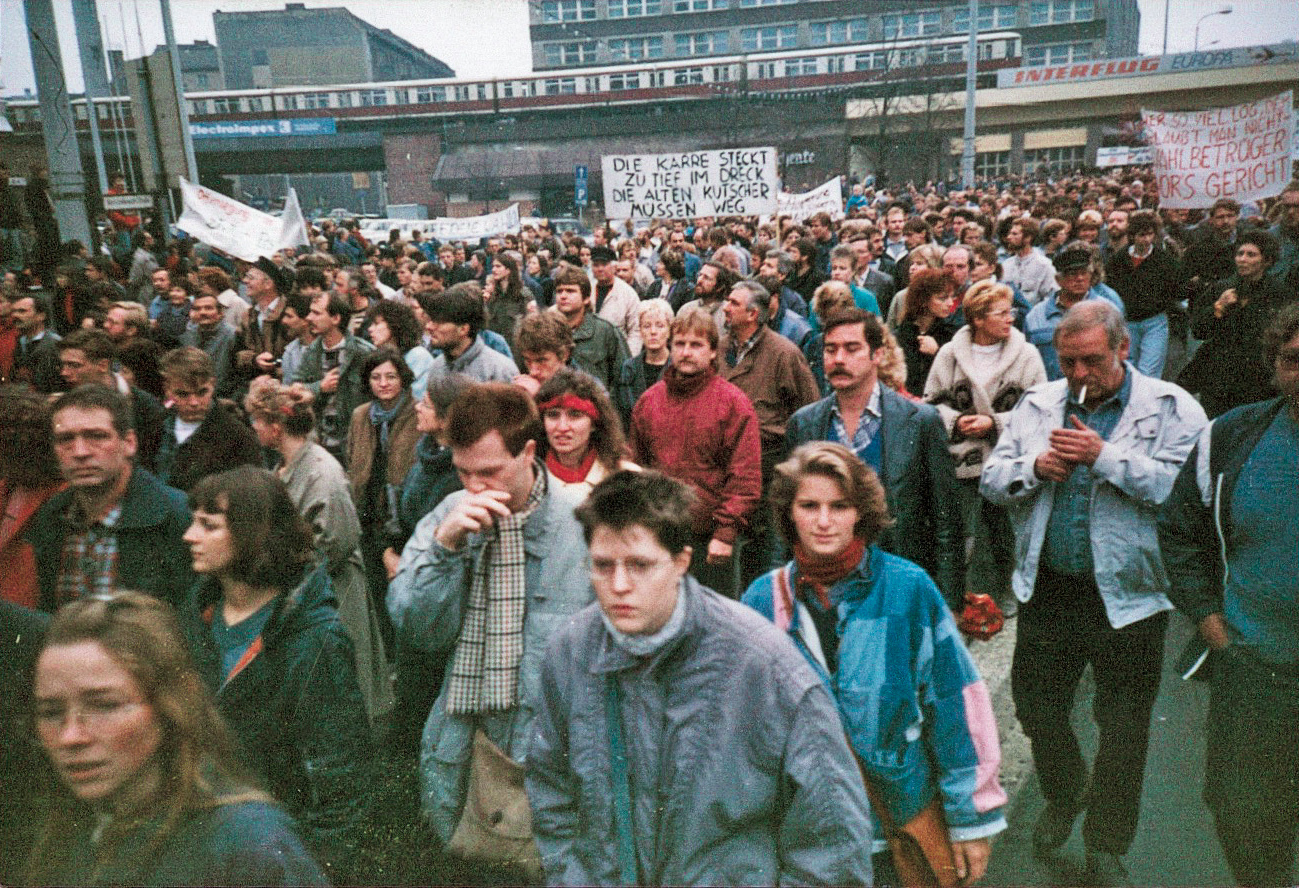
Principi de la manifestació.

La manifestació d'Alexanderplatz va ser una mobilització popular a favor de profundes reformes polítiques a la República Democràtica Alemanya, que va tenir lloc el 4 de novembre de 1989 a l'Alexanderplatz de Berlín Est. La marxa va ser una de les més importants a la història d'Alemanya Oriental, i va ser una de les peces clau en la fi de la república socialista, que va concloure amb la caiguda del Mur de Berlín cinc dies més tard i la reunificació alemanya que tindria lloc el 3 d'octubre de 1990.
La mobilització va ser convocada pels actors i empleats dels teatres de Berlín Est, i va ser una de les poques ocasions en què les autoritats van permetre una manifestació no governamental. Entre els portaveus de la marxa es van unir opositors, actors com Ulrich Mühe, i membres oficials com Günter Schabowski i Markus Wolf, que van demanar canvis en el sistema polític. El nombre d'assistents, es xifra entre 200.000 
i 1.000.000 de persones segons les diferents fonts.

## Convocatòria

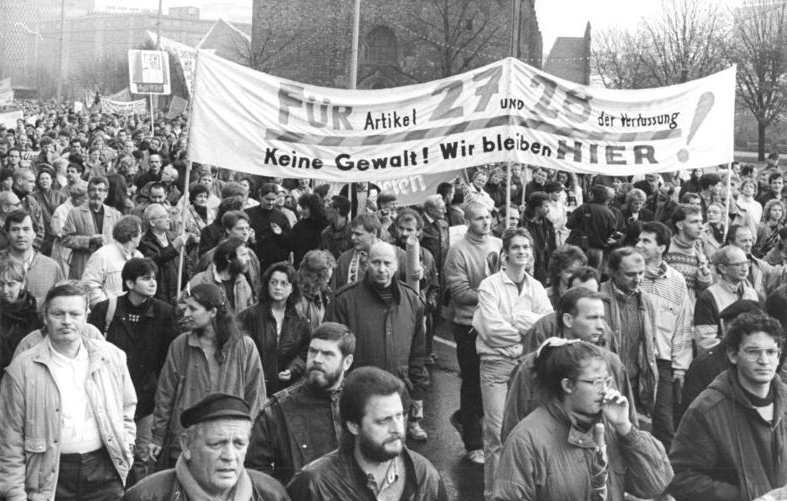
Protestes sobre els punts 27 i 28 de la constitució d'Alemanya de l'Est.

A començaments d'octubre de 1989, les autoritats de la República Democràtica Alemanya van preparar el 40è aniversari de l'estat socialista. Al mateix temps, se succeïen a tot el país protestes populars a favor de reformes polítiques i llibertats individuals, en ple ocàs dels sistemes comunistes a l'Europa Oriental. Després que Hongria obrís les seves fronteres a l'Europa occidental, molts alemanys de l'Est van realitzar un èxode massiu al país, com a punt de partida per emigrar a la República Federal Alemanya. Així mateix, d'altres alemanys van viatjar fins a Praga i a Varsòvia per demanar asil a la RFA.

La situació política va provocar que el Politburó de la RDA forcés, el 17 d'octubre, la renúncia d'Erich Honecker com a cap d'Estat i secretari general del Partit Socialista Unificat. El nou líder del país, Egon Krenz, va prometre reformes polítiques i va ordenar l'obertura de la frontera de Txecoslovàquia. Malgrat els anuncis, les mobilitzacions populars per reclamar les reformes es van intensificar. 

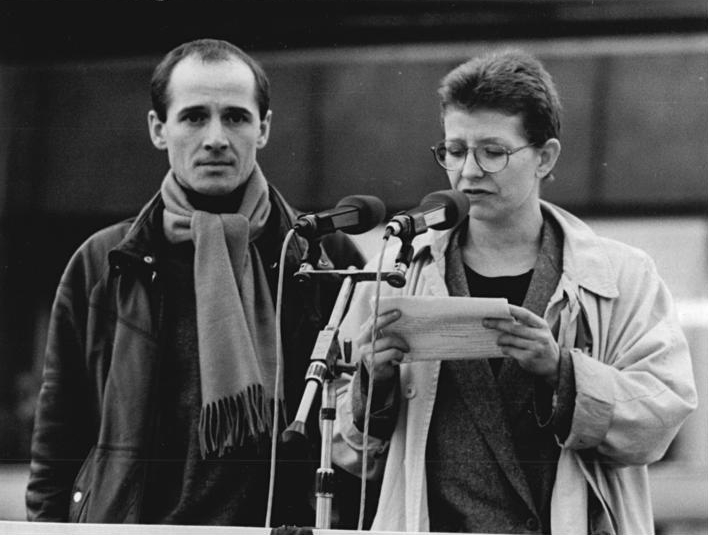
Ulrich Mühe y Johanna Schall, en la lectura d'un comunicat.

En protesta per la repressió policíaca d'una marxa popular a Berlín Est durant les celebracions del 40è aniversari, els actors i treballadors dels teatres a la capital van convocar una manifestació a l'Alexanderplatz per exigir canvis en el país. La mobilització no va comptar amb el suport del Govern de l'Est, però va donar permís per a la seva celebració en una mesura poc usual, perquè a la majoria d'ocasions solament es permetien concentracions oficials. A la marxa es van anunciar no només portaveus opositors o artistes, sinó membres polítics de l'Estat socialista que també reclamaven canvis en el sistema.

## Transcurs de la manifestació
La marxa va començar a les 9:30 hores en el centre de Berlín Est, i a les 11:00 la capçalera va arribar fins a l'Alexanderplatz. A la convocatòria van acudir ciutadans de tot el país. Per evitar represàlies policíaques, la marxa va ser pacífica i els manifestants duien cartells amb consignes com «no a la violència», «privilegis per a tothom» o el «poble també desitja el paradís socialista». Tanmateix, el lema que més es va corejar va ser «Wir sind das Volk» («nosaltres som el poble»). Els assistents van reclamar profundes reformes al sistema polític, eleccions democràtiques i llibertats civils.
Els primers discursos van anar a càrrec dels actors Marion van de Kamp, Johanna Schall, Ulrich Mühe i Jan Josef Liefers. Després van arribar diferents portaveus entre opositors, estudiants i dissidents que van reclamar llibertats i el final del sistema socialista, i també van participar alguns membres del Govern com Günter Schabowski i Markus Wolf, que van ser esbroncats pels allà presents. Tota la marxa va ser coberta per Deutscher Fernsehfunk, la televisió pública de l'Estat socialista. La xifra d'assistents es va situar en aquest moment entre mig milió i un milió de manifestants.

## Repercussió
L'èxit de la manifestació va ser una peça clau al procés de reformes que va acabar amb el règim socialista a Alemanya Oriental. El 9 de novembre del mateix any, cinc dies després de la marxa, el membre del Politburó Günter Schabowski va anunciar que totes les lleis que limitaven els viatges a l'estranger havien estat suprimides, una de les principals reclamacions a la convocatòria. Tanmateix, una errada en la seva al·locució va provocar que milers d'alemanys orientals sortissin a la mateixa nit al Mur de Berlín, on els guàrdies van haver de deixar-los passar. Schabowski va ser expulsat tot seguit del Partit.
L'obertura del Mur va ser el punt de partida per a l'arribada de la democràcia i llibertats civils, i va concloure amb la reunificació alemanya el 3 d'octubre de 1990, quan la RDA va ser absorbida per la RFA. La manifestació d'Alexanderplatz és considerada com una de les més importants al procés de canvis, juntament amb les marxes del Dilluns a Leipzig.